# FA Cup 1988-1989
La FA Cup 1988-1989 è stata la centoottava edizione della competizione calcistica più antica del mondo. È stata vinta dal Liverpool contro l'Everton.

## Finale
| Arbitro: | Joe Worrall |

|                           |           |                 |
| Aldridge 4’ Rush 95’ 104’ | Marcatori | 89’ 102’ McCall |